# 布劳恩费尔斯
布劳恩费尔斯是德国黑森州的一个市镇。总面积47.29平方公里，总人口10836人，其中男性5198人，女性5638人（2011年12月31日），人口密度229人/平方公里。

## 友好城市
- 法國 塞兹河畔巴尼奥勒